# Prosoponoides
Genre
Prosoponoides est un genre d'araignées aranéomorphes de la famille des Linyphiidae.

## Distribution
Les espèces de ce genre se rencontrent en Asie du Sud-Est, en Asie du Sud et en Asie de l'Est.

## Liste des espèces
Selon World Spider Catalog (version 25.0, 07/07/2024) :
- Prosoponoides bangbieense Irfan, Zhang & Peng, 2022
- Prosoponoides corneum Irfan, Zhang & Peng, 2022
- Prosoponoides dongshaofangense Irfan, Zhang & Peng, 2022
- Prosoponoides guanduense Irfan, Zhang & Peng, 2022
- Prosoponoides hamatum Millidge & Russell-Smith, 1992
- Prosoponoides idukkiense Domichan & Sunil Jose, 2022
- Prosoponoides jambi Tanasevitch, 2017
- Prosoponoides kaharianum Millidge & Russell-Smith, 1992
- Prosoponoides longiprojectum Irfan, Zhang & Peng, 2022
- Prosoponoides longyangense Irfan, Zhang & Peng, 2022
- Prosoponoides minutum Irfan, Zhang & Peng, 2022
- Prosoponoides pianmaense Irfan, Zhang & Peng, 2022
- Prosoponoides shaanxi Tanasevitch, 2024
- Prosoponoides simile Millidge & Russell-Smith, 1992
- Prosoponoides sinense (Chen, 1991)
- Prosoponoides yakouense Irfan, Zhang & Peng, 2022
- Prosoponoides yani Irfan, Zhang & Peng, 2022
- Prosoponoides yapingense Irfan, Zhang & Peng, 2022
- Prosoponoides youyiense Liu & J. Chen, 2020
- Prosoponoides yunnanense Irfan, Zhang & Peng, 2022

## Systématique et taxinomie
Ce genre a été décrit par Millidge et Russell-Smith en 1992 dans les Linyphiidae.

## Publication originale
- Millidge & Russell-Smith, 1992 : « Linyphiidae from rain forests of Southeast Asia. » Journal of Natural History, vol. 26, no 6, p. 1367-1404.